# 徳島県道147号日和佐牟岐線
徳島県道147号日和佐牟岐線（とくしまけんどう147ごう ひわさむぎせん）は、徳島県海部郡美波町から海部郡牟岐町に至る一般県道である。通称「南阿波サンライン」とよばれる。

## 概要
1970年（昭和45年）に南阿波サンラインとして一部開通し、1974年（昭和49年）に全線開通。1988年（昭和63年）4月1日に、有料道路南阿波サンラインを無料道路化し、徳島県道147号日和佐牟岐線として認定された。道路運送法によって徳島県が建設したという経緯があり、無料化されるまでのあいだは県道ではなかった。太平洋（室戸阿南海岸国定公園）を望むドライブコースで知られ、11月に南阿波サンライン黒潮マラソンが開催されている。位置は、JR四国牟岐線日和佐駅（道の駅日和佐）からサンラインの美波町側入り口まで約3 kmkmのところ、牟岐町側入り口はJR牟岐線牟岐駅前の国道55号交差点にある。沿道に4ヶ所の展望台駐車場があり、20時から翌日5時までの夜間は総排気量125 ccを超える自動二輪車は通行禁止である。

### 路線データ
- 起点：海部郡美波町奥河内弁才天（国道55号交点）
- 終点：海部郡牟岐町中村本村（国道55号交点、徳島県道135号牟岐港牟岐停車場線上）
- 総延長：17,136 m[1]
- 実延長：17,014 m[1]
- 重用区間：122 m[1]

## 路線状況

### 別名
- 南阿波サンライン（海部郡美波町）

### 重複区間
- 徳島県道135号牟岐港牟岐停車場線（海部郡牟岐町中村本村）

### 道路施設

#### トンネル
- 千羽トンネル：延長340 m、1970年（昭和45年）竣工、海部郡美波町

## 地理

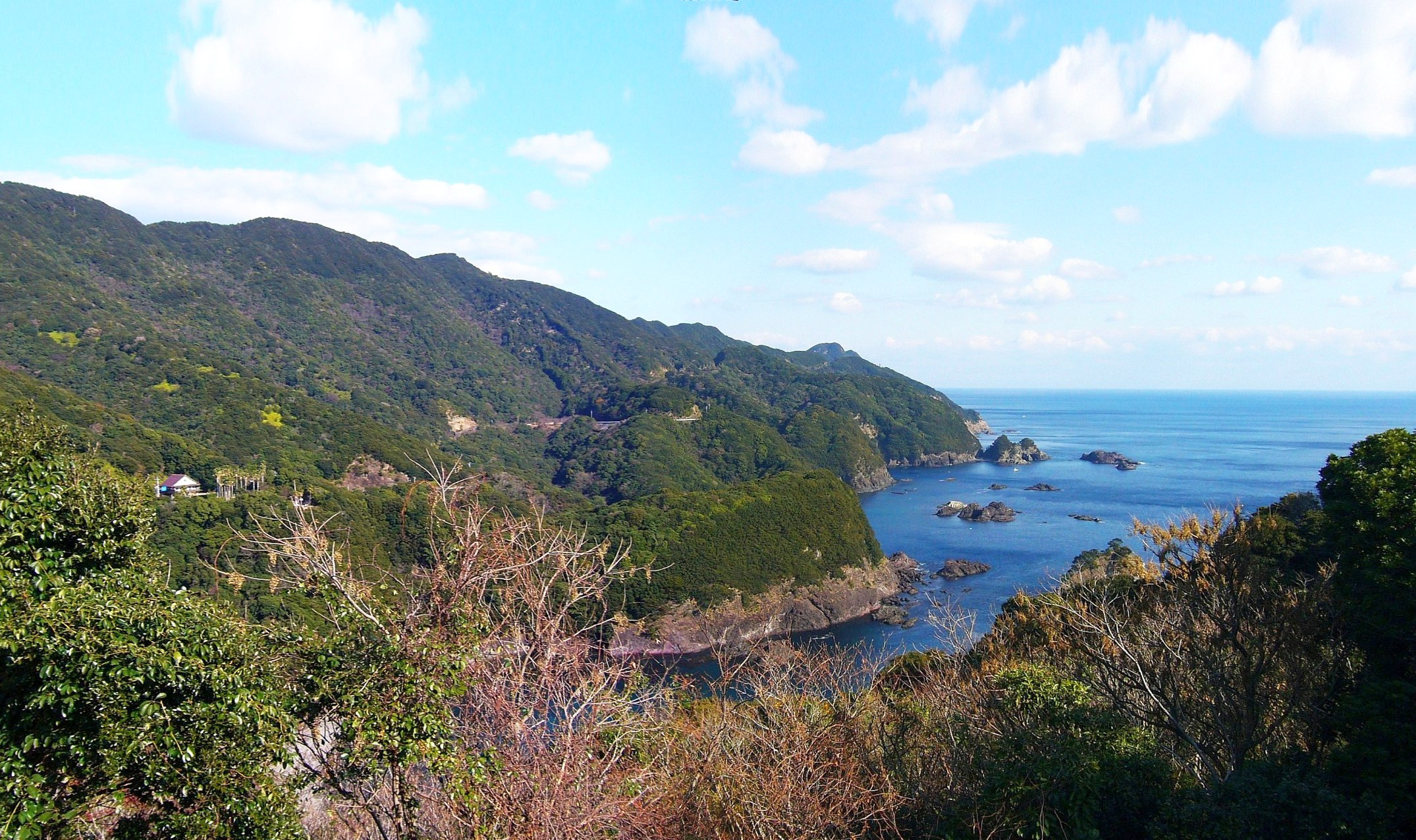
南阿波サンラインの第三展望台より

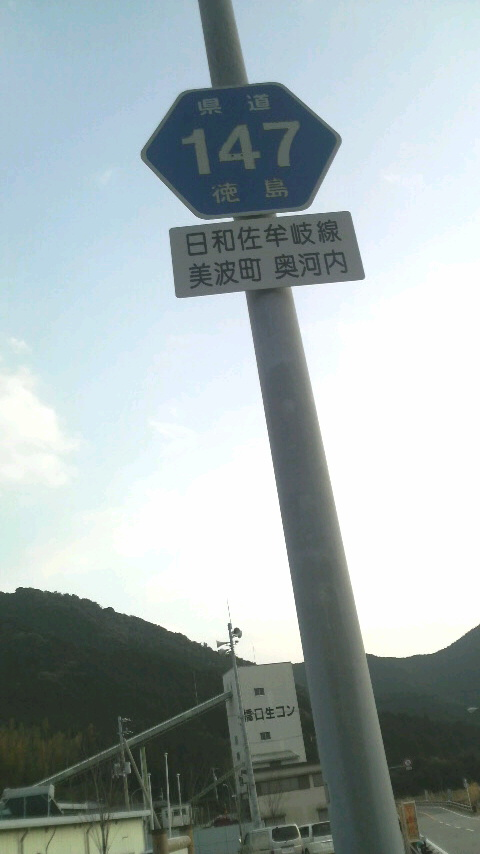
県道標識
（海部郡美波町奥河内）

この周辺の岸壁には、ウバメガシ、クロマツがびっしり付くように生え、千羽海崖展望台、日和佐浦展望台等、ポイントごとに展望台がある。そこからは、室戸阿南海岸国定公園の美しい海岸線と雄大な太平洋の景観を一望できる。途中の千羽海崖では高さ200 mもある断崖絶壁が、太平洋に向かって2 kmにわたって続く。また、付近は格好の釣り場としても有名である。
徳島県南部は光害が少なく空気が美しいため天体観測に適すとされ、1998年11月のしし座流星群発生の際にはサンライン展望台は絶好の観測場所だとして、明石海峡大橋の開通効果もあり、駆け付けた神戸や大阪、なにわ、和泉、奈良、香川などのナンバーの天文ファンの車で埋まった（参考：徳島新聞1998年11月19日記事）。

### 通過する自治体
- 徳島県
  - 海部郡美波町 - 海部郡牟岐町

### 交差する道路
| 交差する道路                                          | 市町村名 | 市町村名 | 交差する場所   | 交差する場所 |
| ----------------------------------------------------- | -------- | -------- | -------------- | ------------ |
| 国道55号                                              | 海部郡   | 美波町   | 奥河内弁才天   | 起点         |
| 徳島県道135号牟岐港牟岐停車場線 重複区間起点          | 海部郡   | 牟岐町   | 牟岐町中村本村 |              |
| 国道55号 徳島県道135号牟岐港牟岐停車場線 重複区間終点 | 海部郡   | 牟岐町   | 牟岐町中村本村 | 終点         |

### 沿線
- 道の駅日和佐
- 明丸海岸
- 千羽海崖
- 徳島県立牟岐少年自然の家
- 貝の資料館モラスコむぎ
- 徳島バス南部牟岐営業所
- JR四国牟岐線（阿波室戸シーサイドライン）牟岐駅